# Čentur
Čentur je naselje v Slovenski Istri  , ki upravno spada pod Mestno občino Koper. 
Čentur je sestavljeno naselje iz Velikega in Malega Čenturja, oddaljeno 5 km jugovzhodno od Kopra. Zaselka ležita na pobočjih nad dolino Bavškega potoka in lokalno cesto Babiči - Vanganel.
Naselje je najbolj znano po lokaciji starorimskega vojaškega taborišča; okolica je tako bogata z arheološkimi materialnimi viri.